# 最高纲领
最高纲领是指马克思主义实践中的一系列旨在实现社会主义的要求。最高纲领的概念源于德国社会民主党在1891年发表的《爱尔福特纲领》，后来被1889年—1916年的许多社会主义组织借鉴。与最高纲领相对的是最低纲领。在短期内，马克思主义政党可以追求实现最低纲领，以改善工人的生活，直至资本主义不可避免地崩溃。“最低纲领主义”团体认为，实现最低纲领将使他们能够成为群众性政党，从而追求最大纲领。
1919年—1943年的共产国际提出“过渡口号”的替代理念，认为最低/最高纲领的划分使社会民主党总是只为实现他们的最低纲领而开展选举活动，没有清晰地规划实现最高纲领的路径，尽管1928年共产国际第六次代表大会的最终纲领更倾向于最高纲领而非过渡口号。